# Poecilodryas placens
Poecilodryas placens là một loài chim trong họ Petroicidae.
Loài chim này được tìm thấy ở New Guinea. Môi trường sống tự nhiên của chúng là rừng ẩm nhiệt đới hoặc cận nhiệt đới và rừng nhiệt đới ẩm nhiệt đới hoặc cận nhiệt đới. Nó bị đe dọa do mất môi trường sống. Loài này có tỷ lệ tử vong cao do không có khả năng di chuyển ngang qua ma trận.